# Rally El Corte Inglés de 1985
El Rally El Corte Inglés de 1985, oficialmente 9.º Rally El Corte Inglés, fue la novena edición, la vigesimocuarta cita de la temporada 1985 del Campeonato de Europa de Rally y la séptima de la temporada 1985 del Campeonato de España de Rally. Se celebró del 14 al 16 de junio y contó con un itinerario de diecinueve tramos que sumaban un total de 291 km cronometrados.

## Clasificación final
| Pos. | Piloto                 | Copiloto              | Automóvil         | Tiempo        | Diferencia |
| ---- | ---------------------- | --------------------- | ----------------- | ------------- | ---------- |
| 1.   | Carlos Sainz           | Antonio Boto          | Renault 5 Turbo   | 2:56:59       | 0.0        |
| 2.   | Salvador Servià        | Jordi Sabater         | Lancia 037 Rally  | 2:57:57 1:00  | +0:58      |
| 3.   | Carlos Alonso-Lamberti | José Manuel Sarmiento | Opel Manta 400    | 2:59:53       | +2:54      |
| 4.   | Mark Lovell            | Peter Davis           | Nissan 240RS      | 3:04:05       | +7:06      |
| 5.   | Beny Fernández         | José López Orozco     | Opel Manta 400    | 3:05:55       | +8:56      |
| 6.   | Fernando Capdevila     | Margarita Cortecero   | BMW 635 CSI       | 3:06:36       | +9:37      |
| 7.   | Antonio Zanini         | Josep Autet           | Ferrari 308 GTB   | 3:06:56 12:00 | +9:57      |
| 8.   | Richard Durner         | Hervé Sauvage         | Renault 5 Turbo   | 3:16:18       | +19:19     |
| 9.   | Manuel Acosta Guerrero | Antonio Rivero        | Toyota Corolla GT | 3:20:35       | +23:36     |
| 10.  | Tomás González         | José del Pino         | Toyota Corolla GT | 3:22:05       | +25:06     |